# Jevgraf Fjodorov

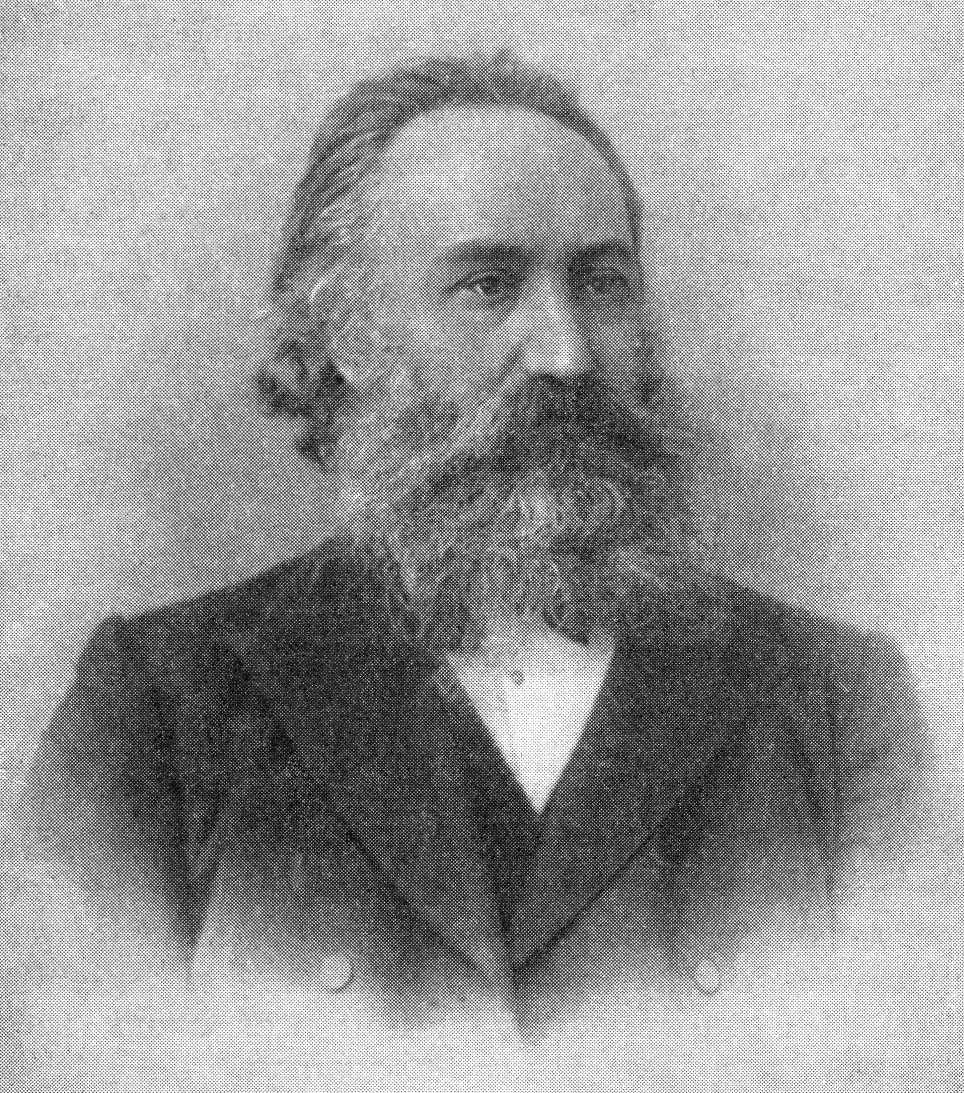
Jevgraf Fjodorov

Jevgraf Stepanovitj Fjodorov (ryska: Евграф Степанович Фёдоров), född 22 december 1853 i Orenburg, död 21 maj 1919 i Petrograd, var en rysk kristallograf och mineralog.
Fjodorov studerade först kemi och mineralogi samt utmärkte sig för vetenskapliga arbeten, men tvingades av ekonomiska skäl ta anställning som bergsingenjör vid Turjinska gruvorna i Uralbergen, där han arbetade till 1892, då han blev professor i Moskva vid Lantbrukshögskolan i Petrovsko-Razumovskoje; sedan blev han professor vid Bergsinstitutet i Sankt Petersburg.
Hans arbeten behandlar huvudsakligen kristallografi och mineralogi, inom vilka områden han främst ägnade sig åt grundläggande teoretiska frågor och åt utarbetandet av praktiska arbetsmetoder. Redan tidigt konstruerade han två- och flerkretsiga goniometrar samt efter samma principer för det mineralogisk-petrografiska mikroskopet ett "universalbord" med teodolituppställning för studium av mineralens optiska egenskaper.
Många av hans arbeten publicerades i "Zeitschrift für Krystallographie", och hans universalmetod behandlades av hans lärjunge V.V. Nikitin i det till franska översatta arbetet La méthode universelle de Fédoroff (1914).